# Promjena dana Gospodnjeg sa subote na nedjelju
Četvrta od Deset Božjih zapovijedi izričito nalaže svetkovanje subote kao dana Gospodnjeg u skladu sa zapovijedima danim od Boga Mojsiju na Sinaju.
Sjeti se da svetkuješ dan subotni. Šest dana radi i obavljaj sav svoj posao. A sedmoga je dana subota, počinak posvećen Jahvi, Bogu tvojemu. Tada nikakva posla nemoj raditi: ni ti, ni sin tvoj, ni kći tvoja, ni sluga tvoj, ni sluškinja tvoja, ni živina tvoja, niti došljak koji se nađe unutar tvojih vrata. Ta i Jahve je šest dana stvarao nebo, zemlju i more i sve što je u njima, a sedmoga je dana počinuo. Stoga je Jahve blagoslovio i posvetio dan subotni. (Izl 20, 8-11)

## Povijest
U abrahamskim religijama koje sve priznaju autoritet Tore, odnosno Pet knjiga Mojsijevih (prvih pet knjiga Biblije), Bog je naložio svojih Deset zapovijedi kako su zapisane u Izlasku i u potpunosti ponovljene u Ponovljenom zakonu. Među njima se nalazi i (gore u cijelosti navedena) četvrta zapovijed: "Sjeti se da svetkuješ dan subotni..." (Izl 20, 8)
Subotu su svetkovali i Židovi i Kršćani sve do promjene koja se dogodila nakon što se središte kršćanstva premjestilo u Rim, gdje je car Konstantin I. Veliki, nedavno obraćen na kršćanstvo, Konstantinovim ediktom uveo venerabili die Solis (lat. "časni dan Sunca") kao obvezni dan za svetkovanje, najvjerojatnije da bi očuvao stabilnost carstva koje je velikim dijelom bilo naseljeno štovateljima boga Nepobjedivog Sunca (čiji je kult službeno uveo car Aurelijan, a štovao ga je i sâm Konstantin) ili Mitre (glavnog boga grčko-rimske misterijske religije mitraizma):
"Budući da je Mitra bio 'Nepobjedivo Sunce', (neznabožačka) religija je tražila sebi cara, kojemu bi poslužila kao predstavnika Mitrina na Zemlji. [...] Čini se da je rimski vladar bio označen kao pravi car. Nasuprot kršćanstvu, mitraizam je priznavao Cezara nositeljem božanske milosti. [...] Mitraizam je bio tako čvrsto prihvaćen da je mogao nametnuti na kršćanski svijet svoj sunčev dan umjesto subote."
Još jedan izvjestan razlog za ovu promjenu jest želja Rima za jasnim odvajanjem od Židova, koji su nakon Bar Kokbinog ustanka (132. – 135. godine n.e.) postali vrlo omraženi u Rimskom carstvu.
Nakon Konstantinovog edikta, Katolička crkva na Laodicejskom saboru 336. n. e. prenosi svečanost od subote na nedjelju. Ova odredba se još više zaoštrava 386. godine kada Konstantin zakonski zabranjuje stanovnicima Carstva da se poslovi bilo kakve vrste vrše u nedjelju.

## Argumentiranje većine kršćanskih crkava
Katolička, Pravoslavna i neke crkve koje su proizašle iz Reformacije drže da obdržavanjem nedjelje kao dana Gospodnjega, obdržavaju Božju zapovijed o počinku u dan subotnji. Katolička crkva vjeruje da je Isus Krist svojim uskrsnućem posvetio »sedmi dan«, to jest prvi dan u tjednu, a to je nedjelja. Isto tako, u njegova su se ukazanja učenicima nakon uskrsnuća dogodila »sedmog dana«, to jest u nedjelju. Potaknuti takvim Isusovim postupanjem, prva se Crkva nastavila sastajati »osmoga dana« ili »prvog dana u tjednu.« U Djelima apostolskim naveden je »prvi dan u tjednu«, ili nedjelja, kao dan kad su se kršćani sabirali »lomiti kruh«, a i sva kasnija tradicija smješta tjedni sastanak kršćana u nedjelju, o čemu svjedoče i najraniji kršćanski pisci.
Međutim, Katolička crkva pri tome zanemaruje izvješća Djela apostolskih koja pokazuju da se kršćani nisu sastajali lomeći kruh samo u nedjelju, već i svakog drugog dana: "Kao što su svaki dan postojani - kao po dogovoru - bili u hramu, tako su po kućama lomili kruh i zajedno uzimali hranu vesela i priprosta srca." (Dj 2, 46). Ovaj stih daje prilično dobre razloge za to da se, pošto su to činili svaki dan, izrazi "lomiti kruh" i "uzimati hranu vesela i priprosta srca" ne mogu odnositi na sakrament Euharistije, već jednostavno na svakodnevne zajedničke objede prilikom intenzivnog druženja "po kućama" prvih kršćana. Štoviše, dok se nedjelja u Novom zavjetu spominje samo 8 puta, subota se spominje 61 put i to gotovo uvijek u kontekstu dana odmora i tjednog bogosluženja, kao npr. u Dj 18, 4 (gdje se jasno spominju i Grci kao dio sastanka, a ne samo Židovi). Ovom činjenicom je ugroženo katoličko poimanje takvih izvještaja kojima se nastoji potkrijepiti vjerovanje da su prvi kršćani svetkovali nedjelju. Ipak, neki apologeti nastoje kazuistikom obraniti zaobilaženje četvrte Božje zapovijedi zapisane u Bibliji.
Tako, na primjer, sv. Ignacije Antiohijski upozorava već 107. godine:
»Jer ako još živimo po židovskom Zakonu, obznanjujemo da nismo primili milost. Ako su dakle, oni koji su otkupljeni od negdašnjih propisa, došli do nove nade, više ne obdržavaju subotu, već žive u svetkovanju Dana Gospodnjeg, u kojem je i naš život blagoslovljen po njemu i njegovoj smrti.«
Sv. Justin pak piše 155. godine: »I u dan zvan nedjelja svi koji žive u gradovima sakupljali su se zajedno na jednom mjestu i čitali zapise apostola ili proroka koliko god je vrijeme dopuštalo ...«, te nastavlja govoriti o lomljenju kruha i skupljanju milostinje. No, iz argumenta sv. Ignacija Antiohijskog nije jasno smiju li oni koji su "otkupljeni od negdašnjih propisa", ako zaobilaze treću Božju zapovijed, isto činiti i s ostalim zapovijedima, kao što je npr. "Ne ubij!"
Uglavnom kroz čitavu povijest Crkve većina Crkava svoje sastanke je uvijek održavala nedjeljom, a taj su dan označavale kao tjednu proslavu Uskrsa. Zapaženije "svetkovanje" subote kao dana odvojenog za bogoslužje počelo je nakon reformacije i iseljavanja vjernika na američki kontinent gdje su slobodno mogli prakticirati život prema savjesti i uvjerenju. I danas većina kršćanskih crkava drži da je Isus Krist svojim uskrsnućem posvetio taj dan i označio ga kao dan konačnoga počinka u Božjoj slavi. Većina od tih crkava ne misli da je njezin autoritet iznad Boga kad odlučuje da će se sastajati nedjeljom, već smatra da time prihvaća navodnu Božju posvetu toga dana koja se dogodila Kristovim uskrsnućem.
Međutim, katolički tisak i kler priznaje neosnovanost ovakvih opravdanja, pa tako Stephen Keenan, autor doktrinalnog katekizma u odgovoru na pitanje je li držanje nedjelje danom od odmora utemeljeno u Bibliji kaže:
"Naravno da nije, a ipak svi protestanti smatraju da je držanje toga određenog dana potreban uvjet spasenja. Ako kažemo da poštujemo nedjelju jer je to dan Kristova uskrsnuća, postupamo zapravo bez biblijske ovlasti. Tada možemo s jednakim pravom reći da se odmaramo u četvrtak, jer je toga dana Krist uznesen na nebo gdje se doista odmorio od djela iskupljenja."
I poznati katolički kardinal James Gibbons na pokušaje obrane svetkovanja nedjelje pomoću Biblije odgovara vrlo oštro, jer smatra da ona nigdje ne propisuje svetkovanje nedjelje, niti da je Isus, pa ni bilo koji drugi apostol nagovijestio premještanje dana odmora sa subote na nedjelju. Prigodom Svjetske izložbe u Americi 1893. godine, protestanti koji drže nedjelju su se pobunili što se izložba otvara u nedjelju, pa je kardinal Gibbons reagirao:
"Velikom tijelu protestanata (i pravoslavaca), koji rade toliko galamu i to snažnom upornošću u korist svetkovanja nedjelje - ne preostaje ništa drugo nego da priznaju da su učili i izvršavali - za tri stotine godina, što je prema Svetom pismu, neistinito. Raspolažući svakim tekstom koji se može naći u Novom zavjetu, koji se poziva na subotu, a i na nedjelju, prvi dan tjedna, pokazali smo zaključno iz tih tekstova, da se nijedna sjenka izgovora ne može naći u Svetoj Knjizi o zamjeni nedjelje za subotu. Možete čitati Bibliju od Postanka do Otkrivenja i nećete naći nijednoga retka koji bi potvrdio posvećenje nedjelje. Pismo podržava jedino subotno bogoštovlje, koje mi (katolici) nikad ne posvećujemo službi Bogu. Nije moguće da nađemo, u Novome zavjetu, da su Spasitelj i Njegovi učenici i najmanje kvarili originalnu subotu, nego nasuprot tome, nalazimo cjelokupnu sklonost originalnog uređenja. Nalazimo potpunu potvrdu od Njega, dok je živio na zemlji; a i stalno, aktivno sudjelovanje apostola u svetkovanju samo tog dana, trideset godina nakon Njegove smrti (i uskrsnuća), kao što su nam Djela apostolska obilno posvjedočila."

## Argumentiranje Adventista sedmog dana
Adventisti, Baptisti sedmog dana i neke druge kršćanske denominacije kao dan Gospodnji i dalje slave subotu. Njihova tvrdnja se temelji na sljedećim ulomcima iz Svetog pisma:
- "Nemojte misliti da sam došao ukinuti Zakon i Proroke! Ne dođoh da ih ukinem, već da ih ostvarim. Jer zaista kažem vam, dok opstoji nebo i zemlja, ni jedna jota, ni jedna kovrčica slova iz zakona, sigurno neće nestati a da se sve ne ostvari, stoga, tko god prekrši i jednu od ovih i najmanjih zapovijedi i nauči druge da tako rade, bit će najmanji u kraljevstvu nebeskom" (Mt 5,17-21)
- "Ako hoćeš ući u život, vrši zapovijedi" (Mt 19,17)
- "Uzaludno je bogoštovlje koje mi iskazujete. I što naučava, to su zapovijedi ljudske. Vi ostavljate zapovijed Božju da držite predaju ljudsku. Vi zgodno ukidate - nastavi on Božiju zapovijed da držite svoju predaju" (Mk 7,7)
- "Lakše da prođu nebo i zemlja nego da propadne jedna kovrčica iz zakona" (Lk 16,17)
- "Ako me ljubite vršit ćete moje zapovijedi" (Iv 14,13)
- "Tko pozna moje zapovijedi i vrši ih taj me ljubi" (Iv 14,21)
- "Ostat ćete u mojoj ljubavi ako budete vršili moje zapovijedi, kao što sam i ja vršio zapovijedi Oca svoga, te ostajem u njegovoj ljubavi" (Iv 15,10)
- "Na tome se temelji postojanost svetih koji čuvaju Božje zapovijedi i vjeruju u Isusa" (Otk 14,12)
- "Pravda je tvoja pravda vječita i zakon je tvoj sama istina" (Ps 119,142)
- "Stalne su sve naredbe Njegove, utvrđene za sva vremena, dovjeka" (Ps 111,7-8)
- "Tko vrši njegove zapovijedi, ostaje u Bogu i Bog u njemu" (1.Iv 3,24)
- "Ako vršimo njegove zapovijedi, po tome znamo da ga poznamo. Tko tvrdi "Poznajem ga", a ne vrši njegovih zapovijedi, lažac je i u njemu nema istine" (1.Iv 2,3-4)
- "Jer u ovome se sastoji ljubav prema Bogu: da vršimo njegove zapovijedi" (1.Iv 5,3)
- "Zakon je bez sumnje svet, a zapovijed i sveta i pravedna i dobra". (Rim 7, 12)

Te denominacije tvrde kako je Katolička crkva izmijenila Božje zapovijedi u čast toga što je Isus uskrsnuo u nedjelju. Objašnjenje stava Katoličke crkve se nalazi u prijašnjem poglavlju ovog članka. 
Adventisti sedmog dana su skeptični prema toj tvrdnji jer smatraju da se svih Deset Božjih zapovijedi koje je Bog dao Mojsiju trebaju slijediti, jer bi se u protivnom moglo zaobići i bilo koja druga zapovijed, kao npr. "Ne ubij!" Uz njih se, zbog svetkovanja subote, veže nekad pogrdan naziv "subotari".

## Stav ostalih crkava
Evangelička crkva (najveća crkva proizišla iz reformacije) smatra da nije bitno koji je dan dan Gospodnji (odnosno koji je dan dan odmora), tj. vjeruju da je to onaj dan koji si neka osoba odabere i izjavljuju:
"Svetkovanje Nedjelje nije utemeljeno na Božjoj zapovijedi, već na autoritetu Crkve." "Oni [Katolici] tvrde da je subota promijenjena u nedjelju, protivno Dekalogu, i kako se čini, svim drugim biblijskim primjerima. Kažu da je velika moć i autoritet Crkve, pošto se oslobodila jedne od Deset zapovijedi"
Metodisti izjavljuju:
"Razlog zašto štujemo prvi dan umjesto sedmog dana je taj što ne postoji izričita naredba. Neki će uzaludno pretraživati Pismo tražeći vlast da promijene sedmi dan u prvi."
Herold Lindsell, glavni urednik baptističkog časopisa "Christianity Today" kaže:
"Ne piše ništa u Pismu što bi od nas zahtijevalo da držimo nedjelju umjesto subote kao sveti dan."
Mormoni smatraju da je došlo do promjene u kalendaru, te iz toga razloga vjeruju da je biblijska subota, današnja nedjelja. [nedostaje izvor]
Neke crkve kažu da bi trebali zaboraviti na tu zapovijed iako na samom početku piše: »Sjeti se...«
Druge crkve imaju različita objašnjenja za svetkovanje drugih dana u tjednu umjesto subote, drugim riječima, svaka crkva ima svoje (drukčije) objašnjenje, a jedino Židovi i Adventisti sedmog dana temelje svoje vjerovanje isključivo na Bibliji, pa je ranije spomenuti kardinal James Gibbons nakon razmatranja biblijskih navoda u broju tjednika "Catholic Mirror" iz 16. 9. 1893. zaključio:
"Dakle, zaključak je neizbježan, a to je: da od onih koji slijede Sveto Pismo kao svog vođu, Izraelci i adventisti sedmog dana imaju sve dokaze na svojoj strani"